# Västersten
Västersten är ett skär i Åland (Finland). Det ligger i Ålands hav och i kommunen Hammarland i landskapet Åland, i den sydvästra delen av landet. Ön ligger omkring 17 kilometer väster om Mariehamn och omkring 290 kilometer väster om Helsingfors.
Öns area är 1,8 hektar och dess största längd är 220 meter i nord-sydlig riktning. Närmaste större samhälle är Mariehamn, 16,2 km öster om Västersten.